# Curtelater wui
Curtelater wui là một loài bọ cánh cứng trong họ Elateridae. Loài này được Chang & Ren miêu tả khoa học năm 2008.